# Wierchnije Moczary
Wierchnije Moczary (ros. Верхние Мочары) – wieś (dieriewnia) w Rosji, w Czuwaszji, w rejonie jadrińskim. W 2010 liczyła 213 mieszkańców.